# Gare d'Alost-Kerrebroek
La gare d'Alost-Kerrebroek,  (en néerlandais : station Aalst-Kerrebroek), est une gare ferroviaire belge de la ligne 82, d'Alost à Burst. Elle est située au hameau de Kerrebroek au nord-ouest de la ville d'Alost, dans la province de Flandre-Orientale en Région flamande.
C'est un point d'arrêt de la Société nationale des chemins de fer belges (SNCB), desservi, uniquement en semaine, par des trains P.

## Situation ferroviaire
Établie à 9 mètres d'altitude, la halte d'Aalst-Kerrebroek est située au point kilométrique (PK) 1,100 de la ligne 82, d'Alost à Burst (voie unique), entre les gares d'Alost et de Vijfhuizen.

## Histoire
Le 28 juin 1995, une demande est faite pour l'ouverture d'un nouveau point d'arrêt sur la ligne 82, d'Alost à Burst, au passage à niveau de la Ledebann à Alost. Le conseil d'administration de la Société nationale des chemins de fer belges (SNCB) rend une réponse positive le 30 juin. L'inauguration a lieu le 31 août, et l'ouverture officielle au service des voyageurs le 1er septembre.

## Service des voyageurs

### Accueil
Point d'arrêt SNCB, il dispose d'un panneau d'informations et d'un quai, avec un abri.

### Desserte
Aalst-Kerrebroek est desservie, uniquement en semaine par des trains P, sept dans chaque sens chaque jour.

### Intermodalité
Un parc pour les vélos, et un parking pour les véhicules y sont aménagés.

## Comptage voyageurs
Le graphique et le tableau montrent le nombre de passagers qui en moyenne embarquent durant la semaine, le samedi et le dimanche.
| Nombre de voyageurs qui embarquent à la gare d'Alost-Kerrebroek | Nombre de voyageurs qui embarquent à la gare d'Alost-Kerrebroek | Nombre de voyageurs qui embarquent à la gare d'Alost-Kerrebroek | Nombre de voyageurs qui embarquent à la gare d'Alost-Kerrebroek |
|                                                                 | Semaine                                                         | Samedi                                                          | Dimanche                                                        |
| --------------------------------------------------------------- | --------------------------------------------------------------- | --------------------------------------------------------------- | --------------------------------------------------------------- |
| 1995                                                            | 46                                                              | -                                                               | -                                                               |
| 1996                                                            | 35                                                              | -                                                               | -                                                               |
| 1997                                                            | 82                                                              | -                                                               | -                                                               |
| 1998                                                            | 82                                                              | -                                                               | -                                                               |
| 1999                                                            | 45                                                              | -                                                               | -                                                               |
| 2000                                                            | 50                                                              | -                                                               | -                                                               |
| 2001                                                            | 38                                                              | -                                                               | -                                                               |
| 2002                                                            | 58                                                              | -                                                               | -                                                               |
| 2003                                                            | 25                                                              | -                                                               | -                                                               |
| 2004                                                            | 45                                                              | -                                                               | -                                                               |
| 2005                                                            | 28                                                              | -                                                               | -                                                               |
| 2006                                                            | 29                                                              | -                                                               | -                                                               |
| 2007                                                            | 27                                                              | -                                                               | -                                                               |
| 2008                                                            | -                                                               | -                                                               | -                                                               |
| 2009                                                            | 44                                                              | -                                                               | -                                                               |
| 2010                                                            | -                                                               | -                                                               | -                                                               |
| 2011                                                            | -                                                               | -                                                               | -                                                               |
| 2012                                                            | 45                                                              | -                                                               | -                                                               |
| 2013                                                            | 20                                                              | -                                                               | -                                                               |
| 2014                                                            | 23                                                              | -                                                               | -                                                               |
| 2015                                                            | 27                                                              | -                                                               | -                                                               |
| 2016                                                            | 25                                                              | -                                                               | -                                                               |
| 2017                                                            | 26                                                              | -                                                               | -                                                               |
| 2018                                                            | 26                                                              | -                                                               | -                                                               |
| 2019                                                            | 27                                                              | -                                                               | -                                                               |
| 2020                                                            | 21                                                              | -                                                               | -                                                               |
| 2021                                                            | -                                                               | -                                                               | -                                                               |
| 2022                                                            | 22                                                              | -                                                               | -                                                               |
| 2023                                                            | 20                                                              | -                                                               | -                                                               |
| 2024                                                            | 15                                                              | -                                                               | -                                                               |